# جيانلوكا كونت
جيانلوكا كونت (بالإيطالية: Gianluca Conte)‏ هو لاعب كرة قدم إيطالي، ولد في 28 مايو 1972 في ليتشي في إيطاليا. لعب مع نادي ليتشي.